# Вернулся служивый домой
«Вернулся служивый домой» — кукольный мультфильм, поставленный режиссёром Владимиром Дегтярёвым по мотивам русских народных сказок в народном «дымковском» стиле на киностудии «Союзмультфильм» в 1959 году.

## Сюжет
С помощью смекалки вернувшийся из похода солдат помог избавить Тридесятое царство от нечистой силы. Жадный царь, не желая исполнять договор, прогнал солдата. Его дочь, Марфа-царевна, ушла вместе со своим спасителем, а в царском дворце вновь стали безобразничать черти, выбравшиеся из оставленного солдатского ранца.

## Создатели
- Автор сценария: Николай Абрамов
- Режиссёр: Владимир Дегтярёв
- Оператор: Михаил Каменецкий
- Художники-постановщики: Вадим Курчевский, Владимир Данилевич
- Композитор: Юрий Левитин
- Звукооператор: Георгий Мартынюк
- Мультипликаторы-кукловоды: Лев Жданов, К. Мамонов, Павел Петров, Вячеслав Шилобреев
- Текст читает: Лев Потёмкин
- Редактор: Борис Воронов
- Директор картины: Натан Битман
- Куклы и декорации выполнили:
  - В. Куранов
  - Павел Лесин
  - В. Чернихова
  - Светлана Знаменская
  - А. Филасов
  - Яна Вольская
- под руководством Романа Гурова